# Premio Locus
Il premio Locus (Locus Award) è un premio della letteratura fantascientifica e fantastica che viene assegnato ogni anno, a partire dal 1971, dalla rivista specializzata Locus in base alla votazione dei lettori. Tale modalità di attribuzione differenzia il premio da molti altri che, invece, vengono assegnati in base alle votazioni di una giuria di esperti del settore. Pur non avendo collegamenti con esso il premio Locus è stato sin dalla sua prima edizione pensato per dare indicazioni alla giuria del premio Hugo circa le opere maggiormente meritorie da premiare.

## Storia
Il premio Locus è stato conferito per la prima volta nel 1971 per opere pubblicate nel 1970.
I lettori della rivista Locus esprimono le loro preferenze sulle opere contenute all'interno di alcune categorie; in base ai giudizi espressi vengono assegnati dei punteggi la cui somma identifica il vincitore per ciascuna categoria. A partire dal 2006 in poi la cerimonia di premiazione si tiene al Science Fiction Museum and Hall of Fame di Seattle.
Il premio Locus viene assegnato nelle seguenti categorie:
- Romanzo di fantascienza (Science Fiction Novel), assegnato dal 1971
- Romanzo fantasy (Fantasy Novel), assegnato dal 1978
- Libro per ragazzi (Young-Adult Book), assegnato dal 2003
- Opera prima (Best First Novel), assegnato dal 1981
- Romanzo breve (Novella), assegnato dal 1973
- Racconto lungo (Novelette), assegnato dal 1975
- Racconto breve (Short Story), assegnato dal 1971
- Collezione (Collection) - raccolta di un unico autore, assegnato dal 1975
- Antologia (Anthology) - raccolta di autori diversi, assegnato nel 1971 e poi dal 1976 ad oggi
- Saggistica libri correlati e di riferimento (nonfiction/related/reference book), assegnato dal 1976
- Libro d'arte (Art book), assegnato dal 1979
- Curatore editoriale (Editor), assegnato dal 1989
- Rivista, fanzine e serie antologiche (magazine/fanzine/anthology series), assegnato dal 1971
- Casa editrice (Book Publisher), assegnato dal 1972
- Illustratore professionista (Professional Artist), assegnato dal 1974

Alcune categorie di premi, assegnati nel passato, oggi non sono più previsti:
- Romanzo (Novel), assegnato dal 1971 al 1979
- Romanzo dell'orrore, dark e fantasy (Horror, dark, fantasy novel), assegnato dal 1989 al 1999 e dal 2017
- Antologia originale (Original anthology), assegnato dal 1972 al 1975
- Ristampa di antologia o collezione (Reprint anthology/collection), assegnato dal 1972 al 1975
- Fanzine, assegnato dal 1971 al 1977
- Singolo numero di fanzine (Single Fanzine Issue), assegnato solo nel 1971
- Critico (Critic), assegnato dal 1974 al 1977
- Scrittore dilettante (Fan writer), assegnato dal 1971 al 1973
- Critico dilettante (Fan critic) assegnato solo nel 1971
- Pubblicazione brossurata (Publisher, hardcover), assegnato solo nel 1975 e 1976
- Pubblicazione tascabile (Publisher, paperback), assegnato solo nel 1975 e 1976
- Illustratore di copertine di tascabili (Paperback Cover Artist), assegnato dal 1971 al 1973
- Illustratore di rivista (Magazine Artist), assegnato solo nel 1972 e 1973
- Illustratore dilettante (Fan Artist), assegnato dal 1971 al 1975
- Fumettista dilettante (Fan Cartoonist), assegnato solo nel 1971
- Convention, assegnato solo nel 1972
- Sito web (Website), assegnato solo nel 2002

## Il premio
Fino al 2017, il premio Locus consisteva in una placca in metallo contenente il logo della rivista, ovvero la scritta Locus con la modifica della lettera O stilizzata in un sole e all'interno un razzo e cinque stelle stilizzate, la targa contiene le informazioni del vincitore, ovvero l'anno, la categoria, il nome dell'opera e infine quello dell'autore.
In occasione del 2018 Locus award ai vincitori degli annuali premi Locus, è stato assegnato un nuovo trofeo, disegnato da Francesca Myman e realizzato da Shaun Tan. Il nuovo trofeo è apparso per la prima volta sul sito ufficiale il 20 giugno 2018 in un post di presentazione. Il nuovo trofeo andrà a sostituire il precedente design.
Il premio è composto da una parte in vetro, di forma ogivale piatta, poggiata in verticale su un piedistallo nero rettangolare, la parte superiore è occupata da un'incisione che ritrae un razzo, una luna ovale e otto stelle, il tutto stilizzato. Sotto l'incisiome la scritta Locus award, l'anno, la categoria, il nome dell'opera e infine quello dell'autore

## Regolamento
Aggiornato al 1º febbraio 2019
Ogni anno, sul sito ufficiale Locus e sulla rivista, in un'apposita sezione denominata Locus Poll and Survey viene pubblicato il regolamento seguito dall'apposita scheda per il voto, online o cartaceo, del concorso per i premi Locus. Il regolamento è inerente ai vincoli di voto per le opere apparse l'anno precedente.
Al 49º concorso dei premi Locus (2019) sono presenti 16 differenti categorie. In ogni categoria possono essere votate fino a cinque opere o candidati, classificandoli da 1 (primo posto) fino a 5 (quinto posto), utilizzando il sistema di voto Carr.
Le opzioni di voto sono basate su un'apposita lista di letture raccomandate, facilitando enormemente il conteggio dei risultati, nonostante la lista, l'elettore può utilizzare delle apposite caselle di scrittura per votare altri titoli e candidati non elencati, in qualsiasi categoria.
Non è possibile votare più di un'opera in una categoria con lo stesso rango (ad esempio, due selezioni classificate al 1º posto), se lo scrutinio evidenziasse delle anomalie oppure un doppio rango, i voti verranno ignorati in quella categoria. Non è possibile votare per la stessa opera più di una volta, eccetto il premio Locus per il miglior romanzo, che potrebbe anche essere indicato anche come premio Locus per la miglior opera prima.
A differenza dei premi Hugo e Nebula i premi Locus hanno requisiti di eleggibilità in qualche modo diversi, sono aperti a pubblicazioni o opere che sono apparse per la prima volta, in qualsiasi parte del mondo, durante l'anno solare, con un margine di preavviso per i piccoli editori o le pubblicazioni in ritardo.
L'elettore ha la possibilità di lasciare alcune categorie vuote o di compilarle parzialmente, nonché quella di compilare l'intero sondaggio.
La scadenza per i voti è sancita per il 15 aprile.
Tutti i voti, sia degli abbonati che dei non abbonati, sono da considerarsi validi a condizione che vengano inclusi il nome, l'e-mail e le informazioni del sondaggio e non violino le regole di voto.

## Sondaggio del 2012 per le migliori opere del XX e XXI secolo
Nel novembre 2012 Locus Online ha ospitato una serie di sondaggi per definire i migliori romanzi di fantascienza e fantasy e racconti del XX e XXI secolo con cinque categorie in ogni secolo:
- romanzo di fantascienza
- romanzo fantasy
- romanzo
- romanzo breve
- racconto breve

Per le categorie del XX secolo sono stati ammessi 10 voti per categoria mentre per quelle del XXI secolo sono stati ammessi 5 voti per categoria. I risultati sono dipesi dal grado di voti all'interno di ogni categoria, attraverso l'utilizzo di algoritmi per rendere il voto più equilibrato (un voto al primo posto corrisponde al doppio dei punti di un voto al quinto o al decimo posto).
Il sondaggio della durata di un mese, ha avuto un totale di 625 voti considerati validi, tre quarti degli ultimi quattro giorni di novembre. I risultati dei romanzi sono stati pubblicati il 21 dicembre mentre l'intera classifica è stata pubblicata il 29 dicembre
- Romanzo di Fantascienza del XX secolo

1. Dune di Frank Herbert, 1965
2. Il gioco di Ender di Orson Scott Card, 1985
3. Trilogia della Fondazione di Isaac Asimov, 1953
4. Hyperion di Dan Simmons, 1989
5. La mano sinistra delle tenebre di Ursula K. Le Guin, 1969

- Romanzo di Fantascienza del XXI secolo

1. Morire per vivere di John Scalzi, 2005
2. Anathem di Neal Stephenson, 2008
3. La ragazza meccanica di Paolo Bacigalupi, 2009
4. Spin di Robert Charles Wilson, 2005
5. Blindsight di Peter Watts, 2006

- Romanzo Fantasy del XX secolo

1. Il Signore degli Anelli di J. R. R. Tolkien, 1955
2. Il gioco del trono di George R. R. Martin, 1996
3. Lo Hobbit di J. R. R. Tolkien, 1937
4. Il mago di Earthsea di Ursula K. Le Guin, 1968
5. Nove principi in Ambra di Roger Zelazny, 1970

- Romanzo Fantasy del XXI secolo

1. American Gods di Neil Gaiman, 2001
2. Jonathan Strange & il signor Norrell di Susanna Clarke, 2004
3. Il nome del vento di Patrick Rothfuss, 2007
4. La città delle navi di China Miéville, 2002
5. Il banchetto dei corvi di George R. R. Martin, 2005

## Vincitori

### Romanzo
- 1971: I burattinai (Ringworld) di Larry Niven
- 1972: La falce dei cieli (The Lathe of Heaven) di Ursula K. Le Guin
- 1973: Neanche gli dei (The Gods Themselves) di Isaac Asimov
- 1974: Incontro con Rama (Rendezvous with Rama) di Arthur C. Clarke
- 1975: I reietti dell'altro pianeta (The Dispossessed) di Ursula K. Le Guin
- 1976: Guerra eterna (The Forever War) di Joe Haldeman
- 1977: Gli eredi della Terra (Where Late the Sweet Birds Sang) di Kate Wilhelm
- 1979: Il serpente dell'oblio (Dreamsnake) di Vonda N. McIntyre

### Romanzo di fantascienza
- 1978: La porta dell'infinito (Gateway) di Frederik Pohl
- 1980: Titano (Titan) di John Varley
- 1981: La regina delle nevi (The Snow Queen) di Joan D. Vinge
- 1982: La terra dai molti colori (The Many Coloured Land) di Julian May
- 1983: L'orlo della Fondazione (Foundation's Edge) di Isaac Asimov
- 1984: Le maree di Kithrup (Startide Rising) di David Brin
- 1985: Il popolo dell'anello (The Integral Trees) di Larry Niven
- 1986: Il simbolo della rinascita (The Postman) di David Brin
- 1987: Il riscatto di Ender (Speaker for the Dead) di Orson Scott Card
- 1988: I signori di Garth (The Uplift War) di David Brin
- 1989: Cyteen (Cyteen) di C. J. Cherryh
- 1990: Hyperion (Hyperion) di Dan Simmons
- 1991: La caduta di Hyperion (The Fall of Hyperion) di Dan Simmons
- 1992: Barrayar (Barrayar) di Lois McMaster Bujold
- 1993: L'anno del contagio (Doomsday Book) di Connie Willis
- 1994: Il verde di Marte (Green Mars) di Kim Stanley Robinson
- 1995: I due Vorkosigan (Mirror Dance) di Lois McMaster Bujold
- 1996: L'era del diamante (The Diamond Age) di Neal Stephenson
- 1997: Il blu di Marte (Blue Mars) di Kim Stanley Robinson
- 1998: Il risveglio di Endymion (The Rise of Endymion) di Dan Simmons
- 1999: To Say Nothing of the Dog di Connie Willis
- 2000: Cryptonomicon (Cryptonomicon) di Neal Stephenson
- 2001: La salvezza di Aka (The Telling) di Ursula K. Le Guin
- 2002: Passage di Connie Willis
- 2003: Gli anni del riso e del sale di Kim Stanley Robinson
- 2004: Ilium (Ilium) di Dan Simmons
- 2005: Ciclo Barocco (Argento vivo, Confusione, The System of the World) di Neal Stephenson
- 2006: Accelerando (Accelerando) di Charles Stross
- 2007: Alla fine dell'arcobaleno (Rainbows End) di Vernor Vinge
- 2008: Il sindacato dei poliziotti yiddish (The Yiddish Policemen's Union) di Michael Chabon
- 2009: Anathem di Neal Stephenson
- 2010: Boneshaker di Cherie Priest
- 2011: Blackout/All Clear di Connie Willis
- 2012: Embassytown di China Miéville
- 2013: Uomini in rosso (Redshirts) di John Scalzi
- 2014: Abaddon's Gate di James S. A. Corey (nome collettivo degli autori Daniel Abraham e Ty Franck)
- 2015: Ancillary Sword - La stazione di Athoek di Ann Leckie
- 2016: Ancillary Mercy di Ann Leckie
- 2017: Nella quarta dimensione di Liu Cixin
- 2018: Il collasso dell'Impero di John Scalzi
- 2019: The Calculating Stars di Mary Robinette Kowal
- 2020: The City in the Middle of the Night di Charlie Jane Anders
- 2021: Network Effect di Martha Wells
- 2022: A Desolation Called Peace di Arkady Martine
- 2023: The Kaiju Preservation Society di John Scalzi
- 2024: System Collapse di Martha Wells

### Romanzo fantasy
- 1978: Il Silmarillion (The Silmarillion) di J. R. R. Tolkien
- 1980: Arpista nel vento (Harpist in the Wind) di Patricia A. McKillip
- 1981: Il castello di lord Valentine (Lord Valentine's Castle) di Robert Silverberg
- 1982: L'artiglio del conciliatore (The Claw of the Conciliator) di Gene Wolfe
- 1983: La spada del Littore (The Sword of the Lictor) di Gene Wolfe
- 1984: Le nebbie di Avalon (The Mists of Avalon) di Marion Zimmer Bradley
- 1985: Il pianeta del miraggio (Job: A Comedy of Justice) di Robert A. Heinlein
- 1986: Ritorno ad Ambra (Trumps of Doom) di Roger Zelazny
- 1987: Il soldato della nebbia (Soldier of the Mist) di	Gene Wolfe
- 1988: Il settimo figlio (Seventh Son) di Orson Scott Card
- 1989: Il profeta dalla pelle rossa (Red Prophet) di Orson Scott Card
- 1990: Alvin l'apprendista (Prentice Alvin) di Orson Scott Card
- 1991: L'isola del drago (Tehanu: The Last Book of Earthsea) di	Ursula K. Le Guin
- 1992: Beauty di Sheri S. Tepper
- 1993: L'ultima chiamata (Last Call) di	Tim Powers
- 1994: The Innkeeper's Song di Peter S. Beagle
- 1995: Fragili stagioni (Brittle Innings) di Michael Bishop
- 1996: Alvin Journeyman di Orson Scott Card
- 1997: Il gioco del trono (A Game of Thrones) di George R. R. Martin
- 1998: Earthquake Weather di Tim Powers
- 1999: Lo scontro dei re (A Clash of Kings) di George R. R. Martin (pubblicato inizialmente in italiano in due parti: Il regno dei lupi e La regina dei draghi)
- 2000: Harry Potter e il prigioniero di Azkaban (Harry Potter and the Prisoner of Azkaban) di J. K. Rowling
- 2001: A Storm of Swords di George R. R. Martin
- 2002: American Gods (American Gods) di	Neil Gaiman
- 2003: La città delle navi (The Scar) di China Miéville
- 2004: La messaggera delle anime (Paladin of Souls) di Lois McMaster Bujold
- 2005: Il treno degli dèi (Iron Council) di China Miéville
- 2006: I ragazzi di Anansi (Anansi Boys) di Neil Gaiman
- 2007: The Privilege of the Sword di Ellen Kushner
- 2008: Making Money di Terry Pratchett
- 2009: Lavinia di Ursula K. Le Guin
- 2010: La città e la città (The City & the City) di China Miéville
- 2011: La fine di tutte le cose di China Miéville
- 2012: Una danza con i draghi di George R. R. Martin
- 2013: The Apocalypse Codex di Charles Stross
- 2014: L'oceano in fondo al sentiero (The Ocean at the End of the Lane) di Neil Gaiman
- 2015: The Goblin Emperor di Sarah Monette
- 2016: Cuore oscuro di Naomi Novik
- 2017: All the Birds in the Sky di Charlie Jane Anders
- 2018: Il cielo di pietra di N. K. Jemisin
- 2019: Spinning Silver di Naomi Novik
- 2020: Middlegame di Seanan McGuire
- 2021: The City We Became di N. K. Jemisin
- 2022: Jade Legacy di Fonda Lee
- 2023: Babel, or the Necessity of Violence di R. F. Kuang
- 2024: Witch King di Martha Wells

### Romanzo horror e dark fantasy
- 1989: Cacciatori delle tenebre (Those Who Hunt the Night, pubblicato anche con il titolo Immortal Blood) di Barbara Hambly
- 1990: Danza macabra (Carrion Comfort) di Dan Simmons
- 1991: L'ora delle streghe (The Witching Hour di Anne Rice
- 1992: L'estate della paura (Summer of Night) di Dan Simmons
- 1993: I figli della paura (Children of the Night) di Dan Simmons
- 1994: The Golden di Lucius Shepard
- 1995: Vulcano (Fires of Eden) di Dan Simmons
- 1996: Expiration Date di Tim Powers
- 1997: Desperation di Stephen King
- 1999: Mucchio d'ossa (Bag of Bones) di Stephen King
- 2017: The Fireman - L'uomo del fuoco di Joe Hill
- 2018: Favola di New York di Victor LaValle
- 2019: La casa alla fine del mondo (The Cabin at the End of the World) di Paul G. Tremblay
- 2020: Leopardo nero, lupo rosso (Black Leopard, Red Wolf) di Marlon James
- 2021: Mexican Gothic di Silvia Moreno-Garcia
- 2022: My Heart Is a Chainsaw di Stephen Graham Jones
- 2023: What Moves the Dead di T. Kingfisher
- 2024: A House with Good Bones di T. Kingfisher

### Libro per ragazzi
- 2003: Coraline di Neil Gaiman
- 2004: L'intrepida Tiffany e i Piccoli Uomini Liberi (The Wee Free Men) di Terry Pratchett
- 2005: Un cappello pieno di stelle (A Hat Full of Sky) di Terry Pratchett
- 2006: Pay the Piper di Jane Yolen e Adam Stemple
- 2007: La corona di ghiaccio (Wintersmith) di Terry Pratchett
- 2008: Il libro magico di China Miéville
- 2009: Il figlio del cimitero (The Graveyard Book) di Neil Gaiman
- 2010: Leviathan di Scott Westerfeld
- 2011: Ship Breaker di Paolo Bacigalupi
- 2012: The Girl Who Circumnavigated Fairyland in a Ship of Her Own Making di Catherynne M. Valente
- 2013: Railsea di China Miéville
- 2014: The Girl Who Soared Over Fairyland and Cut the Moon in Two di Catherynne M. Valente
- 2015: Il mezzo re di Joe Abercrombie
- 2016: The Shepherd's Crown di Terry Pratchett
- 2017: Revenger di Alastair Reynolds
- 2018: Akata Warrior (Sunny and the Mysteries of Osisi) di Nnedi Okorafor
- 2019: Dread Nation di Justina Ireland
- 2020: Dragon Pearl di Yoon Ha Lee
- 2021: A Wizard’s Guide to Defensive Baking di T. Kingfisher
- 2022: Victories Greater Than Death di Charlie Jane Anders
- 2023: Dreams Bigger Than Heartbreak di Charlie Jane Anders
- 2024: Promises Stronger Than Darkness di Charlie Jane Anders

### Opera prima
- 1981: Dragon's Egg di Robert L. Forward
- 1982: Starship & Haiku di S. P. Somtow
- 1983: Gli alieni del pianeta Geta. Il rito del corteggiamento (Courtship Rite) di Donald Kingsbury
- 1984: Tea with the Black Dragon di R. A. MacAvoy
- 1985: The Wild Shore di Kim Stanley Robinson
- 1986: Contact (Contact) di Carl Sagan
- 1987: The Hercules Text di Jack McDevitt
- 1988: War for the Oaks di Emma Bull
- 1989: Desolation Road di Ian McDonald
- 1990: Orbita Olympus (Orbital Decay) di Allen Steele
- 1991: La grande congiura (In the Country of the Blind) di Michael F. Flynn
- 1992: The Cipher di Kathe Koja
- 1993: Angeli di seta (China Mountain Zhang) di Maureen F. McHugh
- 1994: Cold Allies di Patricia Anthony
- 1995: Concerto per archi e canguro (Gun, With Occasional Music) di Jonathan Lethem
- 1996: The Bohr Maker di Linda Nagata
- 1997: Whiteout di Sage Walker, ex aequo con Pianeta senza nome (Reclamation) di Sarah Zettel
- 1998: The Great Wheel di Ian R. MacLeod
- 1999: Brown Girl in the Ring di Nalo Hopkinson
- 2000: The Silk Code di Paul Levinson
- 2001: Mars Crossing di Geoffrey A. Landis
- 2002: Il dardo e la rosa (Kushiel's Dart) di Jacqueline Carey
- 2003: A Scattering of Jades di Alexander C. Irvine
- 2004: Down and Out in the Magic Kingdom di Cory Doctorow
- 2005: Jonathan Strange & il signor Norrell (Jonathan Strange & Mr Norrell) di Susanna Clarke
- 2006: Hammered, Scardown, Worldwired di Elizabeth Bear
- 2007: Temeraire - Il drago di sua maestà (Temeraire - His Majesty's Dragon), Temeraire - Il trono di giada (Throne of Jade), Temeraire - La guerra dei draghi (Black Powder War) di Naomi Novik
- 2008: La scatola a forma di cuore (Heart-Shaped Box) di Joe Hill
- 2009: Singularity's Ring di Paul Melko
- 2010: La ragazza meccanica (The Windup Girl) di Paolo Bacigalupi
- 2011: I centomila regni (The Hundred Thousand Kingdoms) di N. K. Jemisin
- 2012: The Night Circus di Erin Morgenstern
- 2013: Throne of the Crescent Moon di Saladin Ahmed
- 2014: Ancillary Justice - La vendetta di Breq (Ancillary Justice) di Ann Leckie
- 2015: The Memory Garden di Mary Rickert
- 2016: The Grace of Kings di Ken Liu
- 2017: Ninefox Gambit di Yoon Ha Lee
- 2018: The Strange Case of the Alchemist's Daughter di Theodora Goss
- 2019: Trail of Lightning di Rebecca Roanhorse
- 2020: Gideon la Nona (Gideon the Ninth) di Tamsyn Muir
- 2021: Elatsoe di Darcie Little Badger
- 2022: A Master of Djinn di P. Djèlí Clark
- 2023: The Mountain in the Sea di Ray Nayler
- 2024: The Saint of Bright Doors di Vajra Chandrasekera

### Romanzo breve
- 1973: Alpha-Aleph (The Gold at the Starbow's End) di Frederik Pohl
- 1974: La morte del dottor Isola (The Death of Doctor Island) di Gene Wolfe
- 1975: L'amore al tempo dei morti o Nati con la morte (Born with the Dead) di Robert Silverberg
- 1976: Tempeste (The Storms of Windhaven) di Lisa Tuttle e George R. R. Martin
- 1977: The Samurai and the Willows di Michael Bishop
- 1978: Stardance di Spider Robinson e Jeanne Robinson
- 1979: La persistenza della visione (The Persistence of Vision) di John Varley
- 1980: Mio caro nemico (Enemy Mine) di Barry B. Longyear
- 1981: Dieci piccoli umani (Nightflyers) di George R. R. Martin
- 1982: Blue Champagne di John Varley
- 1983: Anime (Souls) di Joanna Russ
- 1984: Marito Habilis (Her Habiline Husband) di Michael Bishop
- 1985: Premi Enter (PRESS ENTER[]) di John Varley
- 1986: L'unica cosa sana da fare (The Only Neat Thing to Do) di James Tiptree Jr.
- 1987: Piste di guerra (R&R) di Lucius Shepard
- 1988: Comunione segreta (The Secret Sharer) di Robert Silverberg
- 1989: La bellissima figlia del cercatore di scaglie (The Scalehunter's Beautiful Daughter) di Lucius Shepard
- 1990: Il padre delle gemme  (The Father of Stones) di Lucius Shepard
- 1991: Anello intorno al mondo (A Short, Sharp Shock) di Kim Stanley Robinson
- 1992: The Gallery of His Dreams di Kristine Kathryn Rusch
- 1993: Barnacle Bill lo spaziale (Barnacle Bill the Spacer) di Lucius Shepard
- 1994: Mefisto in Onyx di Harlan Ellison
- 1995: Il giorno del perdono (Forgiveness Day) di Ursula K. Le Guin
- 1996: Strani occhi (Remake) di Connie Willis
- 1997: Il fattore invisibile (Bellwether) di Connie Willis
- 1998: "...dove gli angeli temono d'avventurarsi" ("...Where Angels Fear to Tread") di Allen Steele
- 1999: Il culto degli oceani (Oceanic) di Greg Egan
- 2000: Gli orfani di Helix (Orphans of the Helix) di Dan Simmons
- 2001: Radiosa stella verde (Radiant Green Star) di Lucius Shepard
- 2002: Il trovatore (The Finder) di Ursula K. Le Guin
- 2003: Specchi irriflessi (The Tain) di China Miéville
- 2004: I simulacri (The Cookie Monster) di Vernor Vinge
- 2005: Golden City Far di Gene Wolfe
- 2006: Magia per principianti (Magic for Beginners) di Kelly Link
- 2007: Universo distorto (Missile Gap) di Charles Stross
- 2008: Infoguerra (After the Siege) di Cory Doctorow
- 2009: Piccoli mostri da incubo (Pretty Monsters) di Kelly Link
- 2010: The Women of Nell Gwynne's di Kage Baker
- 2011: Il ciclo di vita degli oggetti software (The Lifecycle of Software Objects) di Ted Chiang
- 2012: Silently and Very Fast di Catherynne M. Valente
- 2013: Prima durante dopo la caduta (After the Fall, Before the Fall, During the Fall) di Nancy Kress
- 2014: Six-Gun Snow White di Catherynne M. Valente
- 2015: Yesterday's Kin di Nancy Kress
- 2016: Slow Bullets di Alastair Reynolds
- 2017: Every Heart a Doorway di Seanan McGuire
- 2018: Allarme rosso (All Systems Red) di Martha Wells
- 2019: Artificial Condition di Martha Wells
- 2020: This Is How You Lose the Time War di Amal El-Mohtar e Max Gladstone
- 2021: Ring Shout di P. Djèlí Clark
- 2022: Fugitive Telemetry di Martha Wells
- 2023: A Prayer for the Crown-Shy di Becky Chambers
- 2024: Thornhedge di T. Kingfisher

### Racconto lungo
- 1975: Alla deriva appena al largo delle isolette di Langerhans: latitudine 38° 54' N, longitudine 77° 00' 13" O di Harlan Ellison
- 1976: La nuova Atlantide (The New Atlantis) di Ursula K. Le Guin
- 1977: L'uomo del bicentenario (The Bicentennial Man) di Isaac Asimov
- 1979: Le vittime (The Barbie Murders) di John Varley
- 1980: Re della sabbia (Sandkings) di George R. R. Martin
- 1981: Il bravo piccolo tostapane. Una favola per elettrodomestici (The Brave Little Toaster) di Thomas M. Disch
- 1982: Guardians di George R. R. Martin
- 1983: Djinndi No Chaser di Harlan Ellison
- 1984: The Monkey Treatment di George R. R. Martin
- 1985: Bloodchild (tradotto anche come Figlio di sangue e Legame di sangue) di Octavia E. Butler
- 1986: Il paladino dell'ora perduta (Paladin of the Lost Hour) di Harlan Ellison
- 1987: Sulle ali degli dei (Thor Meets Captain America) di David Brin
- 1988: Rachel in Love di Pat Murphy
- 1989: The Function of Dream Sleep di Harlan Ellison
- 1990: Dogwalker di Orson Scott Card
- 1991: Mezzanotte nel letto dell'entropia (Entropy's Bed at Midnight) di Dan Simmons
- 1992: Tutti i figli di Dracula (All Dracula's Children) di Dan Simmons
- 1993: Danny va su Marte (Danny Goes to Mars) di Pamela Sargent
- 1994: Morire a Bangkok (Death in Bangkok, pubblicato anche con il titolo Dying in Bangkok) di Dan Simmons
- 1995: Il bambino marziano (The Martian Child) di David Gerrold
- 1996: When the Old Gods Die di Mike Resnick
- 1997: Mountain Ways di Ursula K. Le Guin
- 1998: Newsletter di Connie Willis
- 1999: ex aequo Taklamakan di Bruce Sterling

ex aequo Il Tuffo di Planck (The Planck Dive) di Greg Egan
- 2000: ex aequo Guardie di confine  di Greg Egan

ex aequo Il Cerchio (Huddle) di Stephen Baxter
- 2001: Il compleanno del mondo (The Birthday of the World) di Ursula K. Le Guin
- 2002: L'inferno è l'assenza di Dio (Hell Is the Absence of God) di Ted Chiang
- 2003: The Wild Girls di Ursula K. Le Guin
- 2004: Uno studio in smeraldo (A Study in Emerald) di Neil Gaiman
- 2005: ex aequo Rapporto su alcuni avvenimenti a Londra di China Miéville

ex aequo The Faery Handbag di Kelly Link
- 2006: Io, robot di Cory Doctorow
- 2007: Quando i sistemisti domineranno la Terra (When Sysadmins Ruled the Earth) di Cory Doctorow
- 2008: The Witch's Headstone di Neil Gaiman
- 2009: Pump Six di Paolo Bacigalupi
- 2010: By Moonlight di Peter S. Beagle
- 2011: The Truth Is a Cave in the Black Mountains di Neil Gaiman
- 2012: White Lines on a Green Field di Catherynne M. Valente
- 2013: The Girl-Thing Who Went Out for Sushi di Pat Cadigan
- 2014: La Regina del bosco di Neil Gaiman
- 2015: Tough Times All Over di Joe Abercrombie
- 2016: Black Dog di Neil Gaiman
- 2017: You'll Surely Drown Here If You Stay di Alyssa Wong
- 2018: The Hermit of Houston di Samuel R. Delany
- 2019: The Only Harmless Great Thing di Brooke Bolander
- 2020: Omphalos di Ted Chiang
- 2021: The Pill di Meg Elison
- 2022: That Story Isn’t the Story di John Wiswell
- 2023: If You Find Yourself Speaking to God, Address God with the Informal You di John Chu
- 2024: The Rainbow Bank di Uchechukwu Nwaka

### Racconto breve
- 1971: La regione intermedia (The Region Between) di Harlan Ellison
- 1972: Regina dell'aria e della notte (The Queen of Air and Darkness) di Poul Anderson
- 1973: Il basilisco (Basilisk) di Harlan Ellison
- 1974: L'uccello di morte (The Deathbird) di Harlan Ellison
- 1975: La vigilia della rivoluzione (The Day Before the Revolution) di Ursula K. Le Guin
- 1976: Croatoan di Harlan Ellison
- 1977: Tricentenario (Tricentennial) di Joe Haldeman[7]
- 1978: Jeffty ha cinque anni (Jeffty Is Five) di Harlan Ellison
- 1979: Conta le ore che segnano il tempo (Count the Clock that Tells the Time) di Harlan Ellison
- 1980: La via della Croce e del Drago (The Way of Cross and Dragon) di George R. R. Martin
- 1981: La grotta dei cervi danzanti (Grotto of the Dancing Deerv) Clifford D. Simak
- 1982: Lo spacciatore (The Pusher) di John Varley
- 1983: Sur di Ursula K. Le Guin
- 1984: Beyond the Dead Reef di James Tiptree Jr.
- 1985: Salvador di Lucius Shepard
- 1986: Con Virgil Oddum al Polo Est (With Virgil Oddum at the East Pole) di Harlan Ellison
- 1987: Sogni di Robot (Robot Dreams) di Isaac Asimov
- 1988: Angelo (Angel) di Pat Cadigan
- 1989: Eidolons di Harlan Ellison
- 1990: Lost Boys di Orson Scott Card
- 1991: Quando gli orsi scoprirono il fuoco (Bears Discover Fire) di Terry Bisson
- 1992: Buffalo (Buffalo) di John Kessel
- 1993: Anche la regina (Even the Queen) di Connie Willis
- 1994: Close Encounter di Connie Willis
- 1995: Nessuno è così cieco (None So Blind) di Joe Haldeman
- 1996: Il treno di Lincoln (The Lincoln Train) di Maureen F. McHugh
- 1997: Gone di John Crowley
- 1998: Ragnetto, bel ragnetto (Itsy Bitsy Spider) di James Patrick Kelly
- 1999: Maneki Neko di Bruce Sterling
- 2000: Il mac (macs) di Terry Bisson
- 2001: The Missing Mass di Larry Niven
- 2002: Le ossa della terra (The Bones of the Earth) di Ursula K. Le Guin
- 2003: Presiede Ottobre (October in the Chair) di Neil Gaiman
- 2004: Orario di chiusura (Closing Time) di Neil Gaiman
- 2005: Spose proibite degli schiavi senza volto nella casa segreta la notte del desiderio e del terrore (Forbidden Brides of the Faceless Slaves in the Nameless House of the Night of Dread Desire) di Neil Gaiman
- 2006: L'uccello del sole (Sunbird) di Neil Gaiman
- 2007: Come parlare con le ragazze alle feste (How to Talk to Girls at Parties) di Neil Gaiman
- 2008: A Small Room in Koboldtown di Michael Swanwick
- 2009: Exhalation di Ted Chiang
- 2010: Un'invocazione dell'incuranza di Neil Gaiman
- 2011: The Thing About Cassandra di Neil Gaiman
- 2012: The Case of Death and Honey di Neil Gaiman
- 2013: Immersion di Aliette de Bodard
- 2014: The Road of Needles di Caitlín R. Kiernan
- 2015: The Truth About Owls di Amal El-Mohtar
- 2016: Foto di gattini, grazie di Naomi Kritzer
- 2017: Seasons of Glass and Iron di Amal El-Mohtar
- 2018: The Martian Obelisk di Linda Nagata
- 2019: The Secret Lives of the Nine Negro Teeth of George Washington di P. Djèlí Clark
- 2020: The Bookstore at the End of America di Charlie Jane Anders
- 2021: Little Free Library di Naomi Kritzer
- 2022: Where Oaken Hearts Do Gather di Sarah Pinsker
- 2023: Rabbit Test di Samantha Mills
- 2024: How to Raise a Kraken in Your Bathtub di P. Djèlí Clark

### Raccolta
- 2013: Shoggoths in Bloom di Elizabeth Bear
- 2014: The Best of Connie Willis di Connie Willis

### Antologia
Il premio viene consegnato con cadenza annuale dal 1971 ad eccezione del 1978.
Sebbene la continuità di assegnazione del premio, nel corso degli anni la categoria ha cambiato denominazione:
- 1971 : Miglior Antologia/Collezione (Best Anthology/Collection)[12]
- 1972 / 1975 : Miglior Antologia Originale (Best Original Anthology)[13]
- 1976 / oggi : Miglior Antologia (Best Anthology)[14]

### Curatore editoriale
- 1989: Gardner Dozois
- 1990: Gardner Dozois
- 1991: Gardner Dozois
- 1992: Gardner Dozois
- 1993: Gardner Dozois
- 1994: Gardner Dozois
- 1995: Gardner Dozois
- 1996: Gardner Dozois
- 1987: Gardner Dozois
- 1998: Gardner Dozois
- 1999: Gardner Dozois
- 2000: Gardner Dozois
- 2001: Gardner Dozois
- 2002: Gardner Dozois
- 2003: Gardner Dozois
- 2004: Gardner Dozois
- 2005: Ellen Datlow
- 2006: Ellen Datlow
- 2007: Ellen Datlow
- 2008: Ellen Datlow
- 2009: Ellen Datlow
- 2010: Ellen Datlow
- 2011: Ellen Datlow
- 2012: Ellen Datlow
- 2013: Ellen Datlow
- 2014: Ellen Datlow

### Fanzine
- 1971: Locus
- 1972: Locus
- 1973: Locus
- 1974: Locus
- 1975: Outworlds
- 1976: Locus
- 1977: Locus

### Singolo numero di fanzine
- 1971: Locus numero 70

### Critico
- 1974: Richard E. Geis
- 1975: P. Schuyler Miller
- 1976: Richard Geis
- 1977: Spider Robinson

### Scrittore dilettante
- 1971: Harry Warner Jr.
- 1972: Charlie Brown
- 1973: Terry Carr

### Critico dilettante
- 1971: Ted Pauls

### Pubblicazione brossurata
- 1975: Science Fiction Book Club
- 1976: Science Fiction Book Club

### Pubblicazione tascabile
- 1975: Ballantine
- 1976: Ballantine

### Illustratore di copertine di tascabili
- 1971: Leo Dillon e Diane Dillon
- 1972: Gene Szafran
- 1973: Frank Kelly Freas

### Illustratore di rivista
- 1972: Frank Kelly Freas
- 1973: Frank Kelly Freas

### Illustratore dilettante
- 1975: Tim Kirk
- 1974: Tim Kirk
- 1973: Bill Rotsler
- 1972: Bill Rotsler
- 1971: Alicia Austin

### Fumettista dilettante
- 1971: Bill Rotsler

### Convention
- 1972: Noreascon

### Sito Web
- 2002: SF Site